# خواجه جمالی (کازرون)
خواجه جمالی (کازرون)، روستایی از توابع بخش خشت و کمارج شهرستان کازرون در استان فارس ایران است.

## جمعیت
این روستا در دهستان خشت قرار دارد و براساس سرشماری مرکز آمار ایران در سال ۱۳۸۵، جمعیت آن ۳۱۰ نفر (۷۳خانوار) بوده‌است.